# Xã Ohio, Quận Allegheny, Pennsylvania
Xã Ohio (tiếng Anh: Ohio Township) là một xã thuộc quận Allegheny, tiểu bang Pennsylvania, Hoa Kỳ. Năm 2010, dân số của xã này là 4.757 người.